# Осада Фигераса (1811)
Во время осады Фигераса, которая продолжалась с 10 апреля по 19 августа 1811 года, испанский гарнизон замка Сан-Ферран (другое название «Сан-Фернандо»), находящегося неподалёку от Фигераса, во главе с бригадным генералом Хуаном Антонио Мартинесом защищался от имперских французских войск под командованием маршала Жака Макдональда и его заместителя Луи Бараге д’Илье. Мартинес и его солдаты продержались намного дольше, чем ожидалось, но в конечном итоге из-за голода были вынуждены сдать крепость. Осада произошла во время Пиренейской войны, являющейся частью наполеоновских войн. В ночь с 9 на 10 апреля 1811 года испанские партизанские отряды под предводительством священника Франсиска Ровира-и-Сала отбили замок Сан-Ферран у его итальянского гарнизона в ходе успешной внезапной атаки. Через несколько дней гарнизон крепости составлял 3 тыс. каталонских микелетов и 1,5 тыс. солдат регулярной испанской армии, которыми командовал Мартинес. Разъярённый Наполеон потребовал, чтобы стратегически важный форт был взят, и для этого были направлены 15 тыс. солдат имперских войск. Макдональд просил Луи Габриэля Сюше о подкреплении, но тот отказался послать хотя бы одного солдата и продолжил подготовку к осаде Таррагоны. Когда Сюше осадил Таррагону, Луис Гонсалес Торрес де Наварра, маркиз Камповерде, возглавлявший армию Каталонии, немедленно отозвал дивизии Педро Сарсфельда и Хоакина Ибаньеса Куэвас-и-де-Валонга, барона де Эролеса, из окрестностей Фигераса, и отправился на защиту Таррагоны.
Макдональд не пытался пробить стены Сан-Феррана осадными орудиями; он ждал, пока голод вынудит защитников сдаться. Когда продовольствие почти закончилось, Мартинес предпринял неудачную попытку прорыва. К моменту капитуляции гарнизона умерло 4 тыс. осаждающих, в основном от малярии, дизентерии и других болезней. Из защитников 1,5 тыс. человек были убиты и умерли от голода, 2 тыс. попали в плен, а 1 тыс. находились в больнице крепости и были слишком тяжело ранены или больны, чтобы уйти. Хотя испанцы в итоге потеряли Сан-Ферран и не смогли помешать Сюше захватить Таррагону, они связали 7-й корпус на всё лето 1811 года.

## Предыстория
2 января 1811 года дивизионный генерал Луи Габриэль Сюше успешно завершил осаду Тортосы, заставив капитулировать её испанский гарнизон из 3974 человек. После этого Сюше оставил бригадного генерала Пьера Жозефа Абера и французский гарнизон в Тортосе и отправил пленных под конвоем обратно в Сарагосу. Освободившись от необходимости поддерживать осаду, маршал Жак Макдональд двинул свои силы в сторону Вальса, где натолкнулся на противника. В битве при Эль-Пла 15 января авангард Макдональда был разгромлен дивизией генерала Педро Сарсфельда, а бригадный генерал Франческо Орсателли Эженио был смертельно ранен. Вместо того, чтобы мстить за эту неудачу, Макдональд решил форсированным маршем провести свой корпус в 12 тыс. человек ночью 16-го января в Монблан. Оттуда он переместился в Лериду (Льейду).

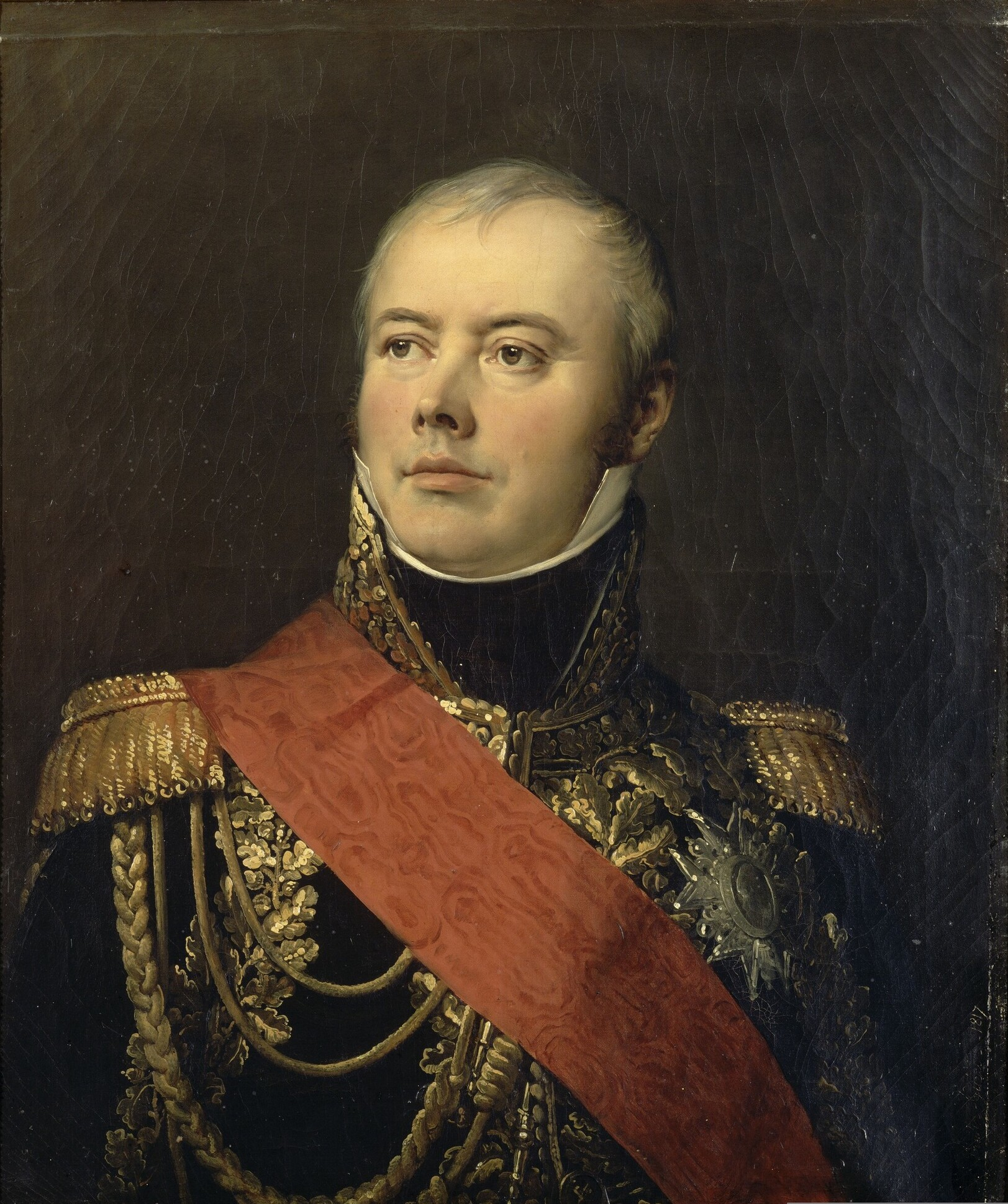
Жак Макдональд

Раздражённый безынициативностью Макдональда, император Наполеон ограничил сферу его деятельности северной Каталонией и поручил Сюше территории к юго-западу от Барселоны. Кроме того, Наполеон настоял, чтобы Макдональд передал 17 тыс. солдат своему коллеге. Император приказал Сюше захватить Таррагону и пообещал ему в случае успеха маршальский жезл. Сюше, завершив реорганизацию своей армии, в апреле 1811 года двинулся к Таррагоне. Но 21 апреля он получил шокирующее известие о том, что крепость Фигераса была захвачена каталонскими партизанами. И Макдональд, и губернатор Барселоны, дивизионный генерал Морис Матьё, умоляли Сюше прислать помощь, но им было отказано. Сюше подсчитал, что к тому времени, когда он отправит одну или две дивизии на помощь, пройдет месяц. Он решил, что Наполеон куда быстрей сможет отправить подкрепление в Фигерас из Франции, поскольку город был всего в 32 км от границы. Позже, когда император узнал о действиях Сюше, он полностью их одобрил.
В 1811 году крепости замка Сан-Ферран было около 60 лет. Мощная цитадель была спроектирована и построена во времена правления короля Испании Фердинанда VI и получила название Сан-Фернандо (Сан-Ферран). Крепость в форме круглого бастиона стоит на холме с видом на Фигерас и дорогу от Барселоны до Перпиньяна во Франции. Чтобы добраться до ворот, противнику пришлось бы пройти по крутому склону по дороге с несколькими поворотами назад. 28 ноября 1794 года крепость Сан-Ферран сдалась французской республиканской армии под командованием дивизионного генерала Катрин-Доминика де Периньона. Это произошло через восемь дней после поражения Испании в битве при Сьерра-Негра во время войны в Пиренеях
18 марта 1808 года 200 солдат французской империи попросили разрешения пройти в пределы крепости и получили его, поскольку французы считались союзниками. Оказавшись внутри, они захватили главные ворота и открыли их, впустив целый полк. Ошеломлённый испанский гарнизон был тут же изгнан. С момента захвата французы использовали Сан-Ферран в качестве основной базы снабжения для осады Росаса в 1808 году и Жироны в 1809 году. Но через три года французские генералы потеряли бдительность, и в апреле 1811 года ключевой форт защищал лишь итальянский временный батальон.

## Атака Ровиры

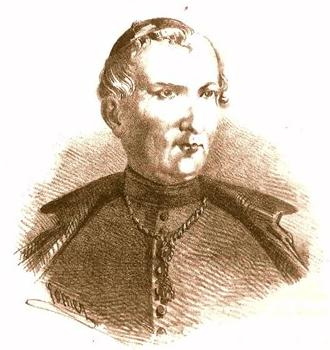
Франсиск Ровира-и-Сала

Губернатором крепости был бригадный генерал Франсуа Жиль Гийо. Его гарнизон состоял из солдат союзного Королевства Италии и Неаполитанского королевства. Согласно историку Чарльзу Оману, Гийо был «небрежным и легкомысленным». Небольшой размер гарнизона и бездеятельность губернатора вдохновили священника Франсиска Ровира-и-Сала и лидеров микелетов попытаться захватить форт одним стремительным ударом. Ровира вошёл в контакт с тремя молодыми испанцами, которые имели доступ к форту и выдавали себя за французов. Хуан Маркес был слугой комиссара крепости Букле, а братья Жинес и Педро Понс были кладовщиками. Маркесу удалось сделать копии ключей от задних ворот и складских помещений. Ровира обратился за помощью к командующему Каталонской армией генерал-капитану Луису Гонсалесу Торресу де Наварре, маркизу Камповерде, и тот обещал поддержку.

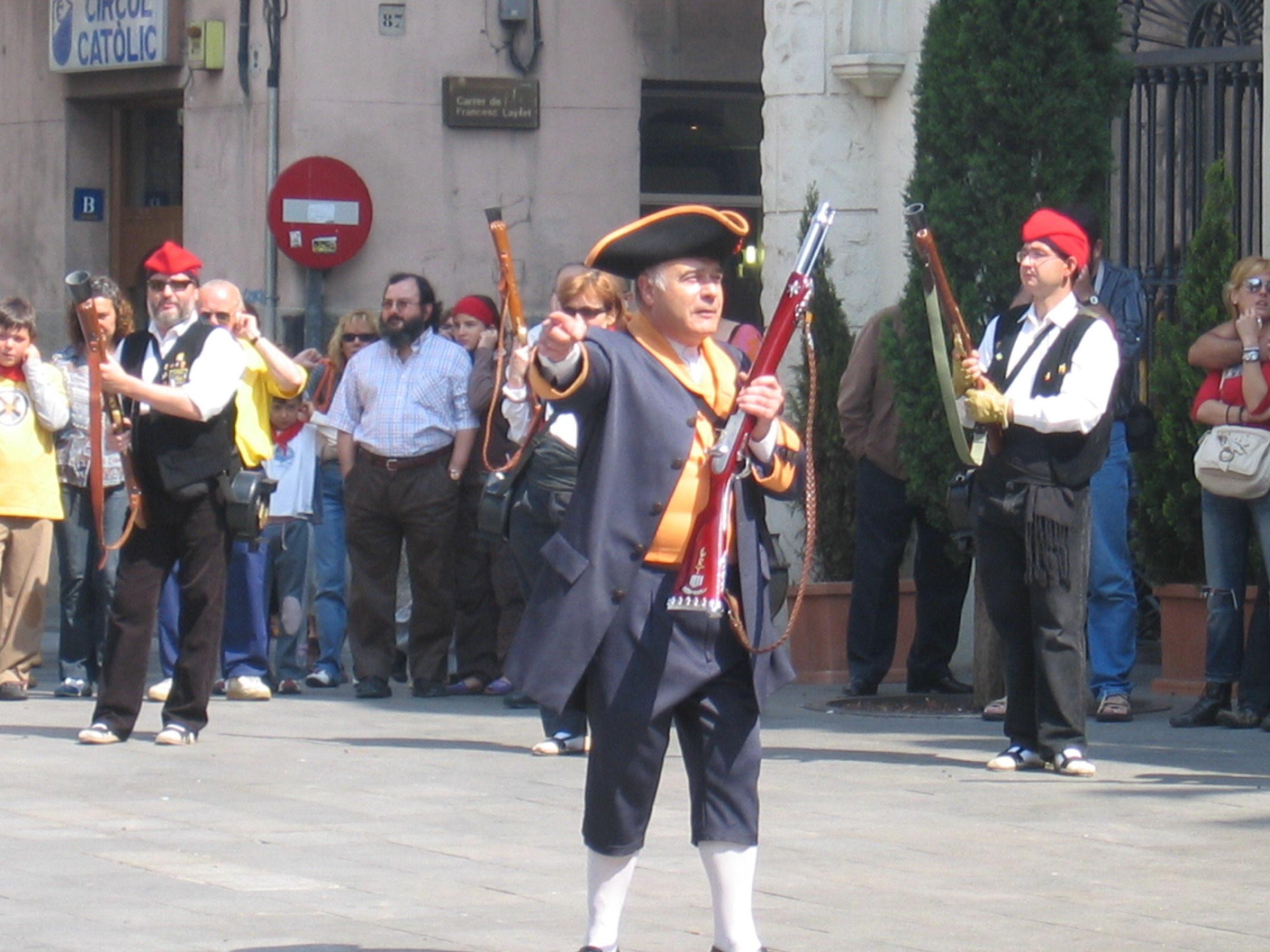
Современные реконструкторы-микелеты

7 апреля 1811 года Ровира и его лейтенанты собрали 2 тыс. микелетов к северу от Олота в Пиренеях и начали отвлекающий удар. 9-го числа микелеты сменили курс и направились в Фигерас, прибыв туда вечером. В час ночи 10 апреля отряд из 700 человек под командованием капитанов Касаса и Льоверы подкрался к задним воротам замка, где их ждали Маркес и братья Понс. Обманная атака Ровиры заставила бо́льшую часть гарнизона весь день ходить по холмам, пытаясь поймать партизан. Открыв задние ворота, микелеты вошли в форт. Неаполитанцы, которые охраняли ворота, были атакованы сзади и разбиты. Гийо был схвачен в постели, в то время как его сонные войска были разгромлены по частям, когда они выходили из казарм. Через час крепость оказалась в руках каталонских партизан, и они открыли ворота, чтобы впустить своих соотечественников. К следующему дню цитадель заняли 2 тыс. партизан.
Гийо и около 900 итальянцев были схвачены, а 35 человек были убиты и ранены. Ровира и его люди также захватили сотни пушек, 16 тыс. мушкетов, огромные запасы обуви и одежды, провизию для 2 тыс. человек на четыре месяца и 400 тыс. франков. Партизаны потеряли около 25 человек убитыми и ранеными. Император Наполеон был взбешён потерей цитадели и приказал собрать 14 тыс. человек для её возвращения.
Дивизионный генерал Луиджи Гаспар Пейри с итальянским подкреплением прибыл в Фигерас 9-го апреля. Он был в пути, намереваясь принять командование дивизией генерала Доменико Пино. После того, как несколько сбежавших солдат предупредили его, что форт взят, Пейри вместе со своими 650 солдатами отступил на юг в Баскару. Получив известие о захвате крепости, дивизионный генерал Луи Бараге д’Илье направил к Пейри пехотный батальон и кавалерийский эскадрон. Д’Илье велел Пейри вернуться в Фигерас и следить за крепостью, пока он будет собирать подкрепление.

## Попытка отбития крепости

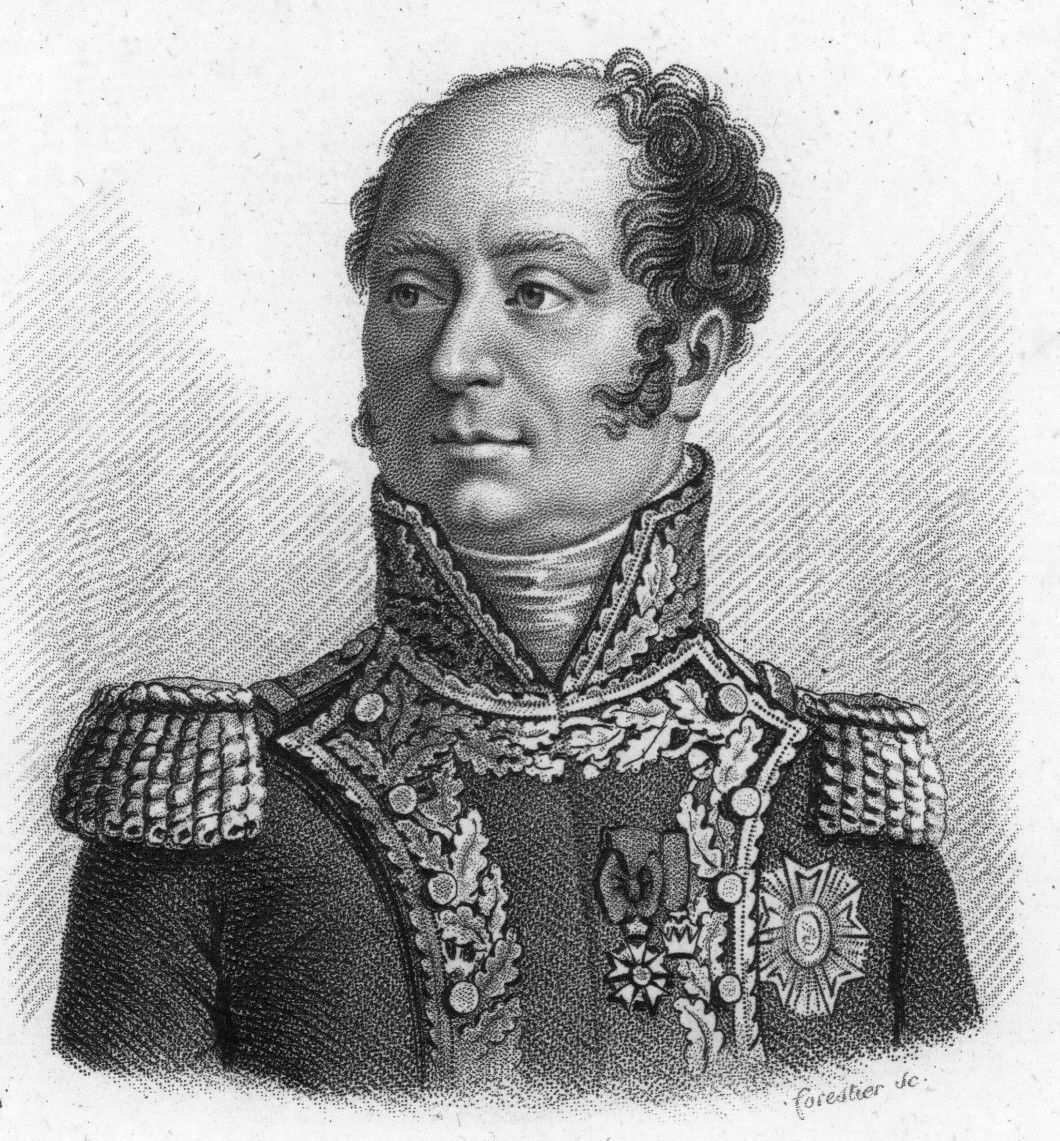
Луи Бараге д’Илье

С 1,3 тыс. солдат Пейри вернулся в Фигерас и укрепился в городе. Тем не менее, его войско было слишком слабым, чтобы помешать Ровире, который привёл в Сан-Ферран ещё больше микелетов. Ровира назначил бригадного генерала Хуана Антонио Мартинеса командующим крепостью, в которой в течение недели после захвата собралось 3 тыс. человек. Прежде чем он мог помочь Пейри, д’Илье пришлось отозвать несколько небольших гарнизонов. Он также беспокоился об угрозе Королевского флота для порта Росас. По прошествии недели д’Илье собрал подкрепление в 2 тыс. человек и доставил их в Фигерас. Тем временем из Франции прибыл дивизионный генерал Франсуа Жан Батист Кенель с тремя регулярными батальонами и батальонами национальной гвардии из Верхней Гаронны и Жера. Имея в своем распоряжении 6,5 тыс. пехотинцев и 500 кавалеристов, 17 апреля д’Илье начал блокаду Сан-Феррана.
Тем временем генерал Хоакин Ибаньес Куэвас-и-де-Валонга, барон Эролес, привёл часть своей дивизии из Мартореля в Фигерас. По пути он разбил французские гарнизоны в Олоте и Кастельфольит-де-ла-Рока, захватив 548 пленных. 16-го Эролес привёл своих испанских солдат в Сан-Ферран. В то же время по всей Каталонии активизировались партизаны, что вызывало сильное беспокойство у д’Илье. Вскоре из Лангедока и Прованса вышла дивизия генерала Луи Огюста Маршан-Плозонна. Они начали прибывать в конце апреля и в конечном итоге составили несколько французских пехотных полков. До прибытия этих войск в Фигерас позиция французов в северной Каталонии была весьма уязвимой. 16 апреля Макдональд обратился к Сюше за помощью.

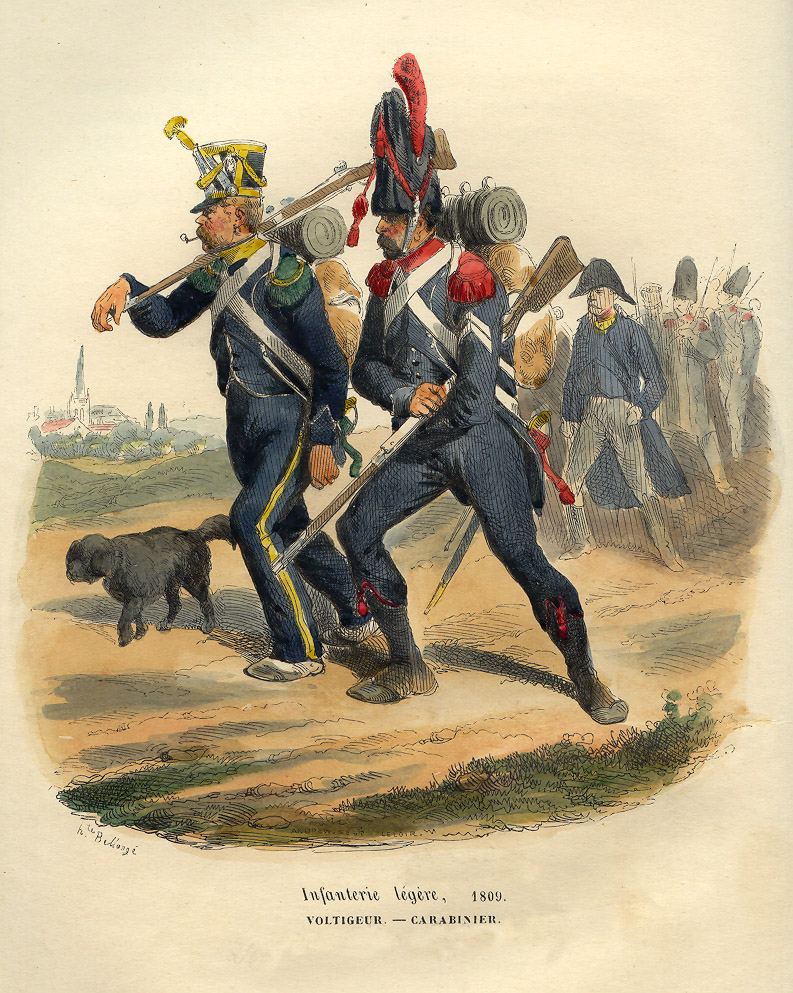
Два французских лёгких пехотинца: карабинер справа и вольтижёр слева

Маркиз Камповерде не спешил воспользоваться появившимися возможностями для нанесения ущерба французам. Он узнал о захвате крепости 12 апреля, но его армия оставалась на месте до 20-го числа. В тот день он отправил из Таррагоны 6 тыс. пехотинцев и 800 кавалеристов, принадлежащих дивизии генерала Педро Сарсфельда, и часть дивизии Эролеса. Его силы достигли Вика только 27 апреля, и приблизились к Фигерасу уже в начале мая. При поддержке микелетов, оставшихся за пределами крепости, Ровира осуществлял манёвры для соединения с испанскими регулярными частями Камповерде. В дополнение к гарнизону Сан-Ферран, французскую блокаду прорывали 6,8 тыс. человек Камповерде, 2 тыс. микелетов Ровиры и 2 тыс. солдат Эролеса. Историк Дигби Смит указывал силы французов как 20 тыс. человек, но Оман писал, что французы были в меньшинстве.
Д’Илье заблокировал Сан-Ферран двумя дивизиями. Дивизия Кенеля насчитывала два батальона 23-го лёгкого пехотного полка, три батальона 79-го линейного пехотного полка, один батальон 93-го линейного пехотного полка, и 29-й шассёрский полк. У Плозонна было по четыре батальона из 3-го лёгкого и 67-го линейного, три батальона 11-го линейного и один батальон 16-го лёгкого пехотных полков. Дивизия Сарсфельда включала в себя части пехотных полков Cazadores de Valencia, Girona, Grenadiers, Hibernia, Santa Fé, 1-го Savoia, 2-го Savoia и Zaragoza.
3 мая 1811 года при помощи отвлекающей атаки партизан Ровиры на северной стороне дивизия Сарсфельда пробила французские шеренги на южной стороне около Фигераса. Войска Эролеса вышли из крепости и вместе с Сарсфельдом атаковали Фигерас, который удерживал 3-й лёгкий пехотный полк. После длительной борьбы французы согласились начать переговоры с испанцами, но стороны завязли при обсуждении условий капитуляции. В это время к крепости подошли испанские артиллеристы и конвой с припасами. Тем временем д’Илье собрал бо́льшую часть своих войск в мощную колонну. Скрытно приблизившись через местность, огороженную оливковыми деревьями, французы атаковали Сарсфельда с тыла и застали его солдат врасплох. Кавалерийская атака разогнал два полка Сарсфельда, и он был вынужден отступить. Эролес отступил в Сан-Ферран. Камповерде с резервом не вмешивался в бой. Хотя артиллеристы сумели добрались до крепости и теперь можно было вести огонь из большинства пушек, почти весь конвой был захвачен французами, включая большое стадо овец.
В бою французы потеряли 400 человек убитыми и ранеными. Испанские потери превысили 1 тыс. убитых, раненых и захваченных в плен. Французский 3-й и 23-й лёгкие полки потеряли одного убитого офицера и четырёх раненых. В остальных подразделениях один офицер был убит и пять ранены. Вскоре Камповерде услышал, что колонны Сюше приближаются к Таррагоне. Поскольку этот важный порт удерживался только дивизией генерала Хуана де Куртена, испанский командующий немедленно покинул Фигерас. Он приказал Сарсфельду с 2 тыс. пехотинцами и кавалерией атаковать линии снабжения Сюше, идущие в Лериду. Взяв 4 тыс. пехотинцев, Камповерде достигнул Матаро, посадил солдат на корабли и отплыл в Таррагону.

## Осада

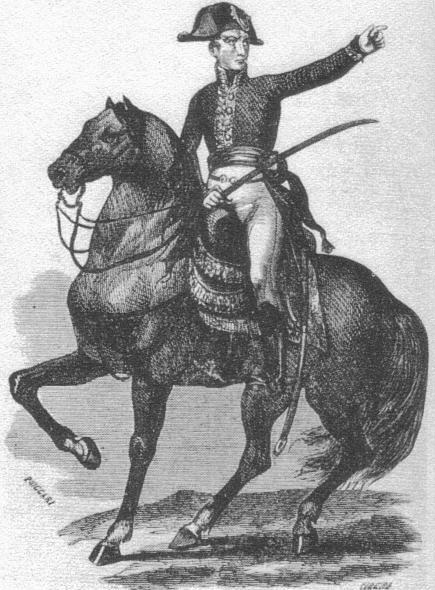
Барон де Эролес

Прежде чем д’Илье сумел возобновить блокаду, Эролес покинул крепость с несколькими сотнями солдат. У Мартинеса для защиты Сан-Феррана осталось 3 тыс. микелетов, один батальон пехотного полка Ultonia и по два батальона из пехотных полков Antequera и Voluntarios de Valencia. Всего у него было около 1,5 тыс. испанских солдат регулярной армии. Остальная часть дивизии Плозонна прибыла в мае. Макдональд привёл некоторое количество войск из Барселоны и принял командование у д’Илье. К концу мая перед Фигерасом было собрано имперское французское войско более чем в 15 тыс. человек. Макдональд начал строить обширную систему осадных сооружений, предназначенную для того, чтобы удерживать гарнизон внутри и не пропускать никого снаружи.
28 июня 1811 года Сюше закончил осаду Таррагоны успешным штурмом. Испанские защитники потеряли 6-7 тыс. убитыми и 8 тыс. пленными. Французы потеряли 4,3 тыс. человек. Сюше закрепил свою победу, захватив 25 июля 1811 года основную партизанскую базу в битве при Монсеррате.
Тем временем Мартинес успешно оборонял Сан-Ферран в течение мая, июня и июля. Чтобы растянуть свои запасы, он перевёл свой гарнизон на половинный рацион. Ровира отправился в Кадис, чтобы попросить помощи у Верховной центральной хунты, но та не смогла ничего нему предоставить. Макдональд завершил создание циркумвалационной линии, подведя свою артиллерию на расстояние в 450 метров от крепости. Тем не менее, он ни разу не попытался пробить брешь в стенах Сан-Феррана. Он предпочитал ждать, пока голод заставит защитников сдаться. Тем временем его собственные войска гибли от малярии и дизентерии, процветавших во французских лагерях в течение летних месяцев.

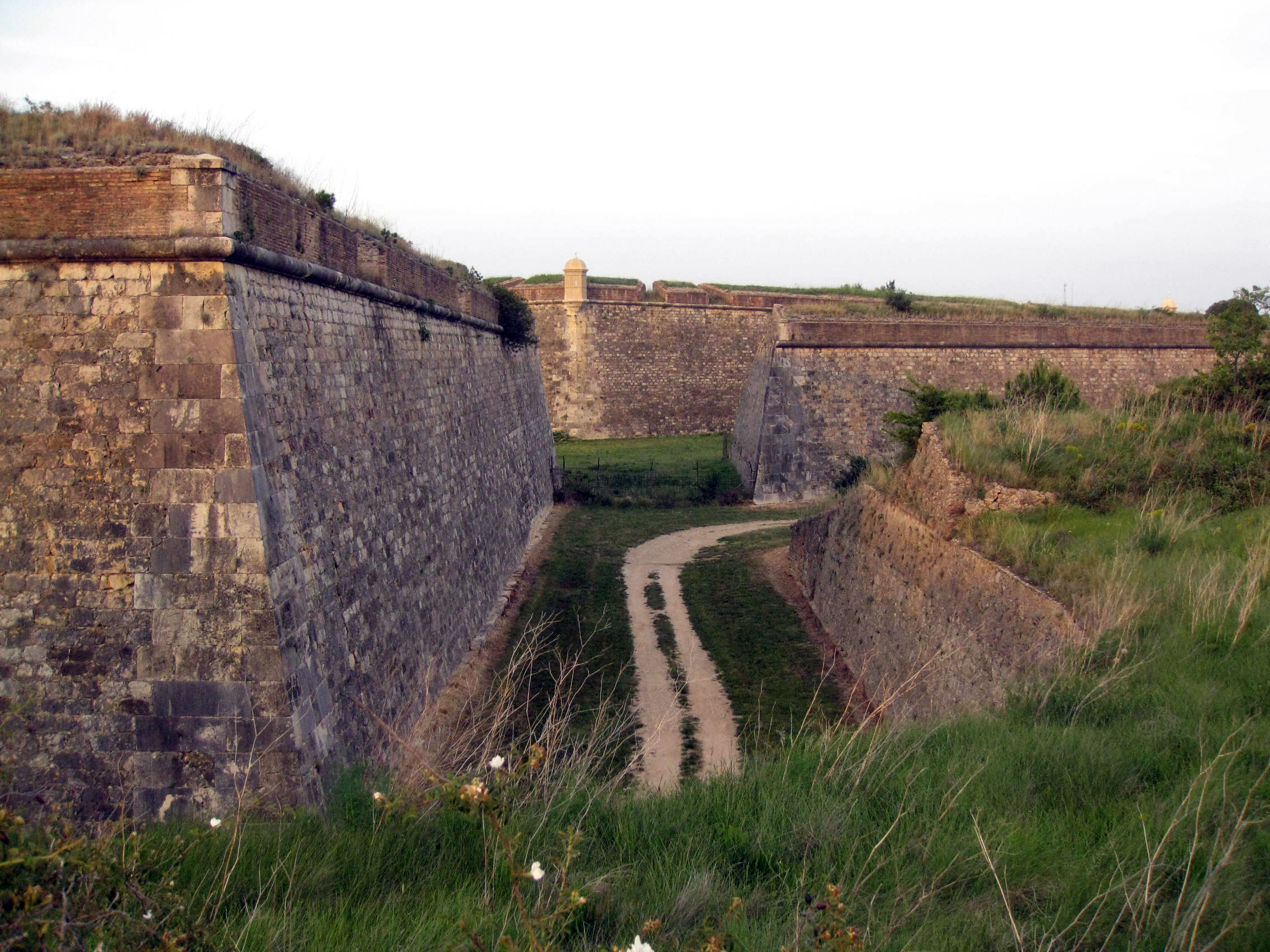
Вид на крепость Сан-Ферран. Видны куртина слева, ров в центре и контрэскарп справа.

К этому времени Макдональд возглавлял осаждающую армию в 15 тыс. человек. Состав дивизии Кенеля указан выше. Плозонн возглавлял четыре батальона 3-го лёгкого, три батальона 11-го линейного и один батальон 32-го лёгкого пехотных полков. Дивизия Мориса Матьё содержала три батальона 5-го линейного, два батальона 1-го полка Нассау и по одному батальону 18-го лёгкого, 23-го линейного и 56-го линейного пехотных полков. Бригада полковника Жана-Мартина Пети состояла из четырёх батальонов 67-го линейного и одного батальона 16-го и 81-го линейного пехотных полков. У бригады генерала бригады Симона Лефевра было по одному батальону из 8-го лёгкого, 37-го линейного, 60-го линейного, 2-го швейцарского, Вюрцбургского и Вестфальского пехотных полков, а также три временных батальона.
17 июля 1811 года Мартинес отправил 850 пленных из крепости, не настаивая на обмене. Освобождённые сообщили осаждающим, что в последние несколько дней перед их освобождением они почти не получали еды. Испанцы, однако, продолжали держать Гийо и его офицеров в качестве заложников. Макдональд воспринял это как знак того, что испанцы могут быстро сдаться, но Мартинес продержался до середины августа. Испанский командир знал о катастрофе в Таррагоне и понял, что помощи ждать неоткуда, но решил держаться до последнего. К середине августа защитники съели всех лошадей, собак и крыс, и у них оставалось продовольствия только на три дня.
В ночь на 16 августа Мартинес запланировал совершить прорыв. Ровира, вернувшийся из Кадиса, угрожал Макдональду с севера войском в 2 тыс. партизана, однако французы быстро вытеснили их. Как только наступила ночь, Мартинес вывел колонну своих сильнейших войск со стороны юго-запада. Испанские войска оттеснили пикеты и линию форпостов, но солдаты были остановлены плотной засекой. В этот момент две французские батареи открыли огонь по застрявшей колонне. Потеряв 400 человек, выжившие бежали обратно в крепость. На следующий день д’Илье отправил в форт офицера под белым флагом, и Мартинес, раздавший последние пайки, согласился сдаться. 19 августа 1811 года испанский гарнизон вышел и сложил оружие.
Во время осады умерло 4 тыс. французских солдат, в основном от болезней. В испанском гарнизоне 1,5 тыс. умерли, 1 тыс. лежали в больнице, а 2 тыс. отправились в плен. Когда Макдональд нашёл Хуана Маркеса среди заключенных, он немедленно повесил его на крепостной стене. Братья Понс сбежали с Эролесом, и один из них дожил до 1850 года, будучи в звании бригадного генерала.

## Итог

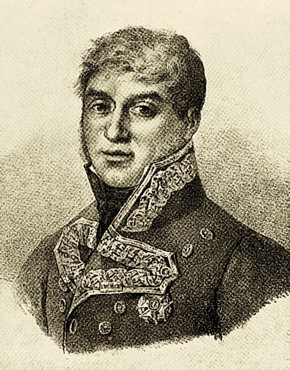
Луис Роберто де Ласи

Хотя осада закончилась капитуляцией, Ровира и Мартинес оказали неоценимую услугу Испании, связав 7-й корпус на всё лето. Макдональд и Д’Илье не смогли отправить ни одного солдата на помощь Сюше для захвата Таррагоны. 10 июля 1811 года Камповерде был заменён на посту генерал-капитана Каталонии Луисом Роберто де Ласи. По словам историка Омана, в провалах 1811 года была в основном виновата «полная неэффективность» Камповерде. Несмотря на непопулярность, новый командующий начал активную кампанию с оставшимися в Каталонии войсками. В августе он вторгся во французский район Серданья, вызвав ярость Наполеона.
В сентябре Ласи реорганизовал 8-тысячную армию Каталонии в три слабые дивизии под командованием генералов Эролеса, Сарсфельда и Франсиско Миланс дель Боша. 12 сентября с помощью Королевского флота Ласи захватил острова Медес в устье реки Тер. В октябре он разгромил несколько небольших французских гарнизонов в битве при Сервере. Это поражение заставило французов вывести войска, оккупировавшие Монсеррат. Макдональд был отозван 28 октября и заменён дивизионным генералом Шарлем Матье Изидором Деканом. Репутация маршала была омрачена его неубедительными действиями в Испании.